# Питештское викариатство
Питештское викариатство — титулярное викариатство Румынской православной церкви. Названо по городу Питешти.

## Епископы
- Иоанникий (1873)[1]
- Геннадий (Петреску) (23 февраля 1875 — 14 марта 1876)
- Сильвестр (Бэлэнеску) (16 сентября 1879 — 10 декабря 1886)
- Герасим (Тимуш) (21 декабря 1886 — 14 марта 1894)[2]
- Пимен (Джорджеску) (2 февраля 1895 — 11 февраля 1902)
- Мелхиседек (Стефанеску) (24 марта 1902 — 7 мая 1909)[3]
- Евгений (Хумулеску) (21 мая 1910 — 23 марта 1931)[4][5]
- Герасим (Кристя) (16 октября 1975 — 30 сентября 1984)